# Dekanat Bochnia Wschód
Dekanat Bochnia Wschód – dekanat w diecezji tarnowskiej. Powstał w 1998 roku w wyniku podziału dotychczasowego, istniejącego od XVIII wieku, dekanatu bocheńskiego.
Dziekanem dekanatu Bochnia Wschód jest ks. prałat mgr lic. Ryszard Podstołowicz, proboszcz parafii Bochnia – św. Mikołaja, a wicedziekanem ks. mgr lic. Daniel Bubula, proboszcz parafii Bochnia – św. Jana.

## Parafie wchodzące w skład dekanatu
- Parafia św. Mikołaja Biskupa w Bochni
- Parafia św. Jana Nepomucena w Bochni
- Parafia Najświętszego Serca Pana Jezusa w Borku
- Parafia św. Stanisława Biskupa Męczennika w Brzeźnicy
- Parafia św. Andrzeja Boboli w Gawłowie
- Rektorat Niepokalanego Serca Najświętszej Maryi Panny w Gorzkowie
- Parafia Matki Bożej Nieustającej Pomocy w Krzeczowie
- Parafia św. Joachima w Krzyżanowicach
- Parafia św. Jana Chrzciciela w Mikluszowicach
- Parafia Matki Bożej Pięknej Miłości w Proszówkach
- Parafia Trójcy Przenajświętszej i św. Leopolda w Rzezawie